# Бостон курант
Boston Courant — в минулому щотижнева газета в Бостоні, основна увага в якій приділялась місцевим новинам. Тираж газети становив близько 40 000 екземплярів. Газета оголосила про своє закриття у лютому 2016 року після програшу в суді 300 тис. $ через незаконне звільнення одного зі співробітників.

## Створення
1995 року видавець Девід Джейкобс разом із дружиною Женев'євою Трейсі заснував газету із назвою Back Bay Courant. Пізніше газета була перейменована і значно розширила охоплення, включивши райони South End, Bay Village Fenway та Beacon Hill. Дружина засновника працювала в газеті молодшим редактором. В статті в Бостон Глоуб Джейкобс писав, що газета Бостон Курант мала «двозначний ріст» в період з 2008 до 2009 років.

## Розділи
У 2008 році газета запустила розділ про нерухомість, названий «День відкритих дверей» (Open House). Пізніше його було перейменовано в «Інструкцію з нерухомості» (Real Estate Guide). Розділ містив редакторську колонку, а також рекламу агентів з нерухомості.

## Онлайн
У 2004 році засновник заплатив вебдизайнеру 50 тис. $, щоб отримати онлайн-версію газети, але сайт так і не було запущено через відсутність бізнес-плану. Джейкобс вважав, що якщо у газети буде сайт, то читачі зможуть купувати рекламу на ньому замість друкованої версії.